# AlwayS (NiziUの曲)
「AlwayS」はMrs. GREEN APPLEの大森元貴氏が作詞・作曲・プロデュースを手掛けた珠玉のバラードである。

【歌詞】
　　　　　　　　　　　　　　　作詞　　　　Motoki Ohmori
　　　　　　　　　　　　　　　作曲　　　　Motoki Ohmori
　　　　　　　　　　　　　　　編曲　　　　UTA（TinyVoice, Production）・Motoki Ohmori
　　　　　　　　　　　　　　　発売日　　　2025年2月5日
「私の思い出」数えると
懐かしいあの場所から どれだけ
遠くへ来てしまったんだろう
寂しくなる今日の夜
「私の宝物」数えると
必ずあなたが居る ただ、どれだけ
私は救われてきたんだろう
寂しくない今日の夜
奇跡のような必然 偶然の生命
虹の橋の途中で膝もついた
私が今言えるのはこれだけ。
「ひとりじゃない」ってこと
抱きしめたい 悲しさも全部
美しく飛び回る妖精のように
私たち、夜空を描く 手を握るギュッと
いつものように 
「私の思い出」色付いて 乾いた水彩画に
グリッターを乗せて 音楽に昇華してゆく ただそれだけ
感慨も矛盾も 歩んだ道のりも
ピッタリ嵌まるのを 運命と呼ぶのでしょう
リボンの結び目を 繋がりに喩えて
虹の橋の入り口で 時間が動いた
私が今言えるのはこれだけ。
「出会いにありがとう」
手を取れば 悲しさも全部
吹き飛ばせる 方角指すコンパスのように
私たち、怖くはない 信じた先には
何が待ってる？
やり過ごせない暗闇も
誰かと居れば笑えたり
何気ない日々も 日々も愛してる
誤魔化せない虚しさも 夜空の絵が滲んだって
一歩また一歩 超えてゆけばいい
抱きしめたい 悲しさも喜びも全部
あなたと観たい この先もずっと
濁った水だって ほら 曇った空だって ほら
霞んだ道だって ほら きっと澄み渡る
傷は癒える いつかはさ 確かに歩いてきた
見落とした空にはさ いつも虹がある
「私の思い出」数えると ずっとあなたがいる

【タイアップ】
2025年2月7日（金）より全国公開される、映画『野生の島のロズ』のスペシャルソングに起用された。

【出典】
1. ↑  “NiziU Official Website”. NiziU Official Website. 2025年8月20日閲覧。